# روبرت بي. بالدوين
روبرت بي. بالدوين (بالإنجليزية: Robert B. Baldwin)‏ هو عسكري أمريكي، ولد في 24 أبريل 1923 في منيابولس في الولايات المتحدة، وتوفي في 7 أبريل 2017 في غيغ هاربور في الولايات المتحدة.